# Claude Lefort
Claude Lefort (Parijs, 21 april 1924 – aldaar, 3 oktober 2010) was een Frans filosoof en politiek activist. Hij is voornamelijk bekend vanwege zijn studie van het totalitarisme en zijn politieke filosofie van de democratie. Volgens Lefort is de democratie een systeem waarbij de plaats van de macht altijd leeg blijft. Dit wil zeggen dat de democratie een programma is dat nooit af is, maar tegelijkertijd altijd bezig zichzelf te hervormen en te verbeteren.
Hij is sterk beïnvloed door zijn leermeester, de fenomenoloog Maurice Merleau-Ponty, wiens postume werk hij ook klaarmaakte voor publicatie. Hij was tevens lid van de libertarisch socialistische groep Socialisme ou Barbarie totdat hij zich er in 1958 samen met een reeks andere leden, zoals Henri Simon, van afsplitste. Hij schreef ook voor Les Temps Modernes, maar ook dit stopte na een incident rond een artikel van Jean-Paul Sartre in dit tijdschrift.
Lefort gaf les aan de Universiteit van São Paulo, de Universiteit van Parijs, de École des hautes études en sciences sociales (EHESS) en was verbonden met het Centre de recherches politiques Raymond Aron. Hij schreef over vroege politieke denkers zoals Niccolò Machiavelli en Étienne de la Boétie. Daarnaast hield hij zich ook bezig met het totalitarisme.

## Biografie
Lefort was het natuurlijk kind van Rosette Cohen (1884-1959) en Charles Flandin (1882-1955) en droeg de naam Lefort pas vanaf 1942.
Hij werd tijdens zijn jeugd marxist door toedoen van zijn leermeester Merleau-Ponty, die een blijvende invloed op het werk van Lefort zou hebben. Vanaf 1944 maakte hij deel uit van de kleine trotskistische kern in Frankrijk. In 1946 ontmoette hij Cornelius Castoriadis toen die net in Parijs aangekomen was vanuit Griekenland. Hij werkte vanaf dan continu samen met Castoriadis  en stond samen met hem aan de basis van de libertarisch socialistische groep Socialisme ou Barbarie die in 1949 ook een tijdschrift onder haar naam uitbracht. Deze groep had als voornaamste taak het Franse marxisme te 'demystificeren', verwierp het communisme van de Sovjet-Unie, en ondersteunde de revoluties in Oost-Europa. Een bekend voorbeeld hiervan is de Hongaarse Opstand in 1956.
Na enkele jaren, in 1947 en 1948, te hebben gewerkt voor UNESCO, wijdde Lefort zich vanaf 1949 aan de filosofie: hij schreef zich eerst in aan het lyceum in Nîmes en later in Reims. In 1951 werd hij assistent in de sociologie aan de Universiteit van Parijs bij Georges Gurvitch. In 1952, na een geschil met Gurvitch, verhuisde hij naar het Centre national de la recherche scientifique (CNRS) tot en met 1966, met een kleine onderbreking in 1953-1954, toen hij professor filosofie aan de Universiteit van São Paulo in Brazilië was. Net als bij het CNRS, verkreeg Lefort in 1966 via Raymond Aron een baan aan de Universiteit van Caen waar hij tot 1971 bleef. In dat jaar schreef hij zijn doctoraatsthesis over het werk van Niccolò Machiavelli. Datzelfde jaar verkreeg hij weer een post als onderzoeker in de sociologie aan het CNRS. Daar bleef hij tot 1976, waarop hij overstapte naar de École des hautes études en sciences sociales (EHESS) waar hij bleef tot zijn pensioen in 1989.
Het intellectuele traject van Lefort is ook sterk verbonden met zijn bijdragen, vaak van conflictueuze aard, aan verscheidene tijdschriften. Zo schreef hij voor Les Temps Modernes, waar hij door Merleau-Ponty werd geïntroduceerd, maar dit stopte na een hevige polemiek rond een artikel van Jean-Paul Sartre in dit tijdschrift. Ook in verband met zijn lidmaatschap van Socialisme ou Barberie splitste Lefort, samen met een reeks andere leden, zoals Henri Simon, zich af door toedoen van verschillende conflicten en meningsverschillen en vormde Informations et liaisons ouvrières. Verder droeg hij bij aan Texture (opgericht in 1969) vanaf 1971 tot aan het einde van het tijdschrift in 1975. Samen met Castoriadis, Miquel Abensour, Pierre Clastres en Marcel Gauchet richtte hij in 1977 het tijdschrift Libre op dat verscheen tot 1980, maar dan in de problemen kwam door meningsverschillen met Castoriadis en Gauchet. Van 1982 tot 1984 was hij redacteur van Passé-Présent waar ook Abensour, Carlos Semprún, Claude Mouchard en Pierre Pachet aan bijdroegen. 
Daarnaast was hij nog verbonden met de EHESS, hoewel het onderzoek hier niet zo hoog op zijn prioriteitenlijst stond. Ook het Centre Edgar-Morin, opgericht door Georges Friedman, en het Centre de recherches politiques Raymond Aron bezocht hij regelmatig. Na de dood van zijn leermeester Merleau-Ponty in 1961 nam Lefort de redactie van diens postume werk op zich.

## Filosofie

### Opvatting over totalitarisme
Lefort behoort tot de politieke filosofen die de nadruk leggen op de relevantie van de notie van totalitarisme, zoals het zich uitte in het stalinisme en fascisme. Hij beschouwde het totalitarisme ook als een fenomeen dat radicaal verschilt van zaken als dictatuur en tirannie die al vanaf de oude Grieken in het Westen worden gebruikt. In tegenstelling tot auteurs zoals Hannah Arendt die de term beperken tot Nazi-Duitsland en de Sovjet-Unie, hanteerde Lefort dit begrip ook voor de regimes in het communistische Oostblok.
Het is voornamelijk het bestuderen van deze regimes en het lezen van De Goelag Archipel (1973) van Aleksandr Solzjenitsyn dat de basis vormde voor Leforts denken over totalitarisme. Zonder er echter ooit in te slagen een geünificeerde theorie te ontwerpen, publiceerde Lefort in 1981 een reeks artikels over het totalitarisme, geschreven tussen 1957 en 1980, onder de titel L'Invention démocratique. Les limites de la domination totalitaire.

#### De dubbele omheining van de samenleving
Lefort karakteriseerde een totalitair systeem aan de hand van een dubbele 'omheining' (clôture):
- Het totalitarisme heft het onderscheid tussen de staat en de burgerlijke samenleving op: de politieke macht vervormt de maatschappij en alle bestaande menselijke relaties - klassensolidariteit, professionele of religieuze samenscholing - worden vervangen door een eendimensionale hiërarchie tussen de heersers en de onderdanen. Dit is voornamelijk mogelijk door een steeds nauwere samenwerking tussen de staatsbureaucratie en de hiërarchie in de heersende politieke partij, waarbij de laatste de effectieve macht in handen heeft. Lefort zag, net als andere politieke filosofen, de vernietiging van de publieke sfeer als een cruciaal element voor het totalitarisme.
- Het totalitarisme ontkent daarnaast ook wat Lefort het 'principe van de interne verdeling van de maatschappij' (le principe de division interne de la société) noemde en daartegenover wordt een opvatting van de samenleving als 'totaliteitsbevestigend' (l'affirmation de la totalité) geplaatst. Elke vorm van organisatie, associatie of samenwerking wordt dan ook ondergeschikt geacht aan de doelstellingen van de staat. Het verschil in meningen, een van de grote waarde van de democratie, wordt afgeschaft omdat het hele sociale landschap zich moet richten op hetzelfde doel; zelfs persoonlijke voorkeuren moeten het object worden van politieke en sociale sturing en zo gestandaardiseerd worden. Het doel van het totalitarisme is het scheppen van een geünificeerde en gesloten samenleving waarvan de basisbouwstenen geen vrije individuen zijn, maar zich kenmerken door het delen van dezelfde doelstellingen, meningen en hetzelfde gedrag. Het stalinisme typeert zich ook door "de identificatie van het volk met het proletariaat, het proletariaat met de partij, de partij met de regering, de regering met de alleenheerser."[1]

Lefort legde ook de nadruk op het grote verschil tussen totalitarisme en dictatuur: een dictatuur is in staat om de concurrentie van transcendente principes, zoals religie te tolereren; de ideologie van de totalitaire partij is echter de religie. Een dictatuur heeft niet tot doel om de maatschappij te vernietigen en geheel in zich te absorberen, maar typeert zich daarentegen als een macht die tegenover de maatschappij staat en veronderstelt dus het onderscheid tussen beide; het project van een totalitaire partij bestaat er daarentegen uit de grenzen tussen de staat en de samenleving te laten vervagen en over te gaan tot een gesloten, geünificeerd en uniform systeem, ondergeschikt aan een groot gezamenlijk doel, bijvoorbeeld het 'socialisme' in de Sovjet-Unie.

#### De organistische visie van de samenleving
Het eengemaakte en organische totalitaire systeem presenteert zich volgens Lefort altijd als een lichaam, het 'sociale lichaam'. Hij baseert zich hier op het werk van Ernst Kantorowicz en met name zijn The King’s Two Bodies. A study on medieval political theology (1957). In de plaats echter van de koning, gaat het hier om de totalitaire leider die naast een fysiek en sterfelijk lichaam ook een 'politiek' lichaam heeft dat de eenheid van het volk symboliseert.
Daartegenover staat wel dat om deze eenheid te behouden er een "andere" nodig is, de "kwaadaardige andere" (l'Autre maléfique) die symbool staat voor het gevaar, de vijand die steeds buiten de staat ligt en waartegen men ten strijde moet trekken. Deze opsplitsing tussen binnen en buiten, tussen het eengemaakte volk en de ander daarbuiten, is het enige dualisme dat het totalitarisme toestaat omdat haar bestaan van die tegenstelling afhangt. Lefort legde sterke een nadruk op deze vereiste en spreekt zelfs van de 'uitvinding' van deze eeuwige vijand buiten de staat. Zo was bijvoorbeeld Jozef Stalin zich tegen het einde van zijn leven aan het voorbereiden om de Russische joden als nieuwe vijanden te portretteren en zo een nieuwe vijand te scheppen. Hetzelfde geldt voor Mussolini, die verklaarde dat de Italiaanse burgerij na de voorspelde overwinning in de Tweede Wereldoorlog het nieuwe doelwit zou worden.
De houding tussen het unitaire volk en deze 'andere' heeft altijd een preventief en ziektebestrijdend karakter: de vijand is altijd een "parasiet die moet worden geëlimineerd", een "afvalproduct" dat moet worden verwijderd uit de totalitaire maatschappij, die als een lichaam wordt beschouwd. Het bestaan van deze staatsvijanden en het feit dat zij nog aanwezig zijn onder de burgers, wordt dan ook gezien als een ziekte. Geweld tegen deze 'anderen' wordt dan ook gerechtvaardigd binnen de organistische metafoor als een soort koortsreactie van het lichaam dat de ziekte wil bestrijden. "De strijd tegen de vijand is van koortsachtige aard: de koorts wordt gezien als iets goeds, het is een signaal, in de maatschappij, dat de ziekte wordt bestreden."
De plaats en functie van de totalitaire leider, zoals Stalin, Hitler of Mussolini, binnen dit totalitair systeem is zelf altijd paradoxaal en onzeker, want hij is enerzijds zelf deel van het systeem - het hoofd, dat heerst over de rest - en tegelijkertijd representeert hij ook het systeem als geheel. Hij is zo dus de incarnatie van een 'unitaire macht' (pouvoir-Un), dat wil zeggen van een macht die over alle delen van het eengemaakte volk heerst.

#### De broosheid van het systeem
Lefort beschouwde het totalitarisme niet als een geval van een ideaaltype dat nog niet bereikt is, maar door terreur en uitroeiing uiteindelijk bereikt zal worden. Hij vatte het daarentegen eerder op als een verzameling van processen zonder op voorhand uitgestippeld doel, en men kan dus niet bepalen waarin het succes van het systeem ligt. Terwijl enerzijds de wil van de totalitaire partij om de organische eenheid van het 'sociale lichaam' te bereiken de omvang van het totalitaire handelen bepaalt, benadrukt de totalitaire leider vaak ook de onmogelijkheid om het doel te bereiken door toedoen van noodzakelijke tegenstrijdigheden en botsingen in de ontwikkeling ervan.

### Opvatting van de democratie
Lefort vormde zijn opvatting van de democratie door die te spiegelen aan zijn interpretatie van het totalitaire systeem. De democratie wordt volgens Lefort getypeerd als het regime waarbinnen conflicten wordt geïnstitutionaliseerd binnen de samenleving en zo dus het eerder besproken 'sociale lichaam' per definitie altijd verdeeld is. Het democratisch systeem onderkent, en legitimeert zelfs, het bestaan van uiteenlopende belangen, tegengestelde meningen en wereldvisies die radicaal tegenover elkaar staan of zelfs incompatibel zijn.
Binnen het politieke denken is het verdwijnen van het politieke staatshoofd - de koningsmoord bij Kantorowicz – een stichtend moment voor de democratie, want het is de plaats van de macht (lieu du pouvoir), daarvoor nog ingenomen door een eeuwige en transcendente substantie die de individuele koningen oversteeg, die nu per definitie een lege plaats (lieu vide) blijft. De plaats kan hoogstens tijdelijk worden ingenomen, maar altijd op basis van verkiezingen, belangengroepen en tegenstrijdige meningen. De politieke macht typeert zich niet meer door een op voorhand perfect afgebakend project, doel, plan. De politieke macht is louter een reeks instrumenten die tijdelijk ter beschikking staan voor die partij die door de meerderheid worden gesteund. Binnen deze eeuwig zichzelf opnieuw uitvindende democratie is de politieke macht in de handen van niemand concreet, maar vloeit het voort uit het volk zelf. De democratie wordt dus getypeerd door het feit dat zij eeuwig onbepaald en onaf blijft, in tegenstelling tot het totalitarisme.
Deze visie had Lefort er ook toe verleid om elke vorm van oppositie of protest tegen een totalitair systeem, ook binnen het systeem zelf, die zo ruimte maakt voor meningsverschillen en tegenstrijdige belangen, als democratisch te bestempelen. De democratie is een uitvinding, een oprichten van nieuwe manieren om tegen de onderdrukking te vechten. De democratie is de kracht die in staat is elk totalitair systeem te ondermijnen en te ondergraven.
Het opsplitsen van de burgerlijke maatschappij en de staat, typerend voor de moderne democratie, is mogelijk door deze maatschappelijke openheid. Een democratische staat kent evengoed dit creatieve en inventieve karakter, want elke groep kan op een legitieme manier strijden voor nieuwe rechten of het behoud van vrijheden. Lefort verwierp het beeld van de representatieve democratie niet, maar pleitte ervoor het begrip democratie open te trekken en ook zaken als sociale bewegingen en politiek activisme eronder te plaatsen.